# Ильмензее
Ильмензе (нем. Illmensee) — община в Германии, в земле Баден-Вюртемберг.
Подчиняется административному округу Тюбинген. Входит в состав района Зигмаринген. Население составляет 1997 человек (на 31 декабря 2010 года). Занимает площадь 24,92 км².

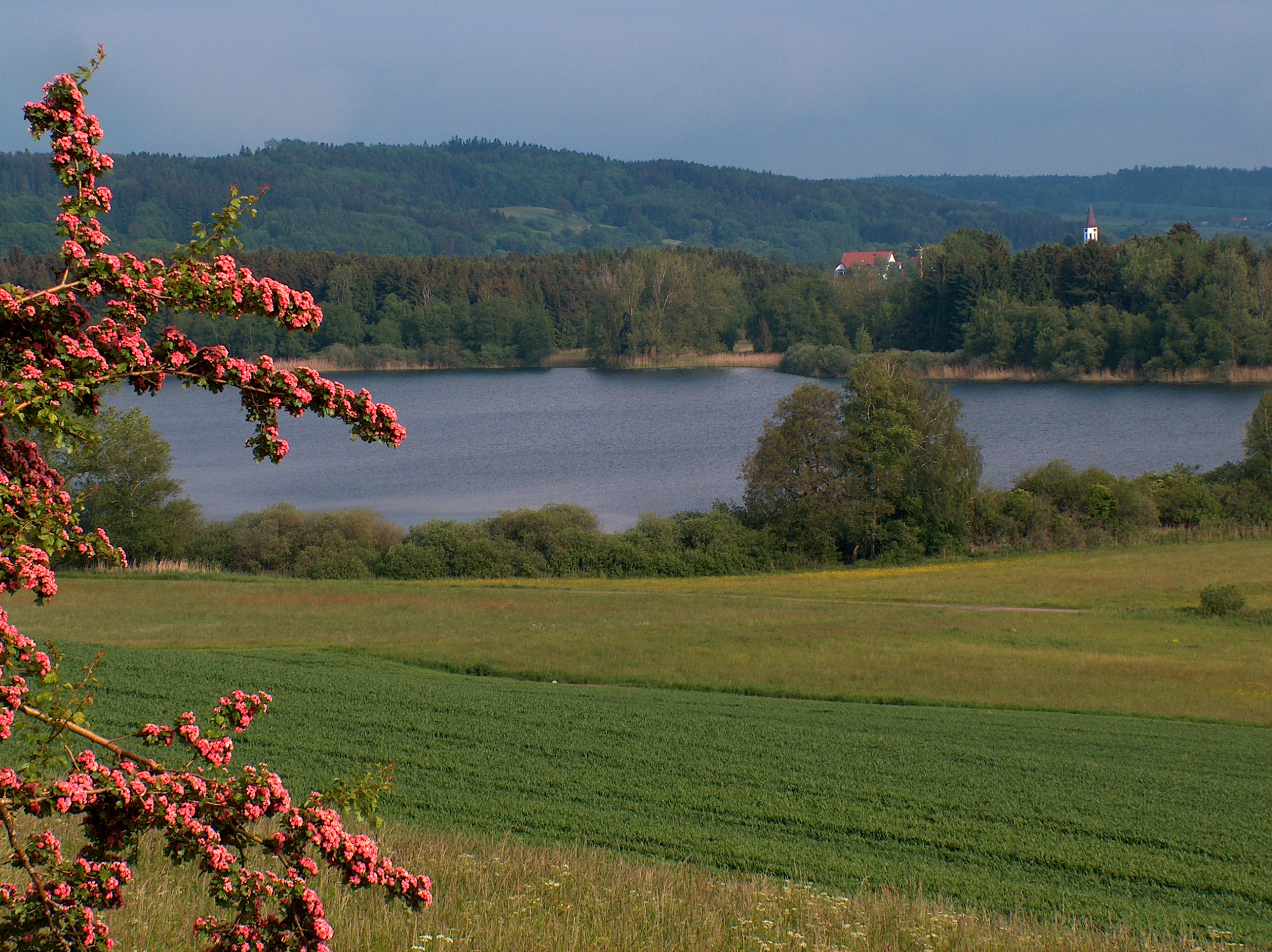
Ильмензе